# Тамаз Чиладзе
Тамаз Чиладзе (1931—2018) — грузинський письменник, поет і драматург. Лауреат Державної премії Грузинської РСР імені Шота Руставелі. Старший брат письменника Отара Чиладзе.
Народився 5 березня 1931 року в грузинському місті Сігнагі. Закінчив філологічний факультет Тбіліського державного університету (1954). У 1956 публікує першу збірку віршів, через рік виходить друга збірка, тоді ж стає членом Спілки письменників Грузії. Російськомовний читач познайомився з творчістю Чиладзе в 1961 році, коли вийшла його поетична збірка «Мережі зірок» в перекладі Євгена Євтушенка. У 1963 російською мовою публікується перший прозовий твір письменника, повість «Прогулянка на поні».
Автор ряду п'єс, які ставили Роберт Стуруа, Темур Чхеїдзе, Гізо Жорданія і інші відомі режисери.
Помер після тривалої хвороби 28 вересня 2018 року.